# Кісангані
Кісангані (до 1966 Стенлівіль, вимовляється kēsangä'nē) — місто на північному сході Демократичної Республіки Конго, адміністративний центр провінції Чопо, порт на річці Конго нижче водоспада Стенлі.

## Історія
Місто засноване у 1883 році дослідником Африки Г. Стенлі (1841—1904) та назване його ім'ям — Стенлівіль (фр. ville — місто). В 1966 році перейменоване та отримало назву по його розташуванню в місцевості Кісангані, що на мові місцевого племені банту означає болото.
В 1961 році, під час Конголезької кризи, у Стенлівілі знаходилась ставка голови штабу конголезької армії Мобуту, опозиційного до центрального уряду Лумумби.
В 1964 в Стенлівілі силами бельгійських парашютистів та найманців була проведена операція «Червоний дракон» по звільненню білих заручників, яких захопили бойовики руху сімба.
Під час Другої конголезької війни (1998—2000) місто стало ареною військових дій. У 1998 Кісангані захопили бойовики Руху за конголезьку демократію (РКД) (коаліція тутсі), які з 1999 року мали тут свою резиденцію.
14 травня 2002 року в місті відбулась бійня в Кісангані — один з кривавих моментів війни.

## Географія
Місто розташовано в центрі великого лісу Африки є одним з найстаріших міст країни. Найближче місто — Яяма, яке розташоване на відстані приблизно 350 км на південний захід від Кінгасані.

## Промисловість
Харчова, текстильна, хімічна та деревообробна промисловість.

## Транспорт
- Річковий порт
- Залізниця
- Вузол шосейних доріг
- Міжнародний аеропорт[7][8]

## Освіта
- Університет Кісангані

## Відомі люди
У місті довгий час жив Патріс Лумумба.

## Цікаві факти
- У 1998 році було знято документальний фільм «Щоденник Кісангані»[9].
- Також було знято епізод серіалу «Emergency Room» — «Кісангані»[10], режисер — Кристофер Чулак.